# Prix Pantheon

Logo des Prix Pantheon

Der Prix Pantheon war ein deutscher Kabarett-Wettbewerb, der zwischen 1995 und 2022 jährlich vom Bonner Pantheon-Theater ausgerichtet wurde.

## Details zum Preis
Eingeladen wurden Künstler sowie Gruppen aus den Kleinkunstsparten Kabarett, Comedy, A cappella, Chanson und Musikkabarett. Die Sieger der diversen Sparten erhielten den Prix Pantheon, der mit jeweils 3.000 Euro dotiert war. Moderiert wurde der Wettbewerb viele Jahre lang vom Kabarettisten und Pantheon-Begründer Rainer Pause, 2015 wurde die Veranstaltung von Florian Schroeder moderiert. Sie wurde von den Fernsehsendern WDR, 3sat und rbb sowie vom Hörfunksender WDR 5 übertragen. Den Prix Pantheon, der den Beinamen „German Spaß- und Satire-Open“ hat, fand jeweils Ende April/Anfang Mai statt.
Im Rahmen der Preisverleihung für die Kandidaten wurde auch der Sonderpreis in der Kategorie „Reif & Bekloppt“ verliehen. Die Kategorie ehrte das Lebenswerk eines Künstlers, prämiert mit 4.000 Euro; dieser Preisträger stand als einziger bereits im Vorfeld fest. Von den übrigen wurde jeweils eine Person als herausragende Persönlichkeit der Kleinkunst ausgewählt und in den Kategorien „Frühreif & Verdorben“ sowie „Beklatscht & Ausgebuht“ ausgezeichnet. Bei der zuerst genannten erfolgte die Preisvergabe durch eine Jury, der andere Preis wurde vom Publikum vergeben. Der Wettbewerb fand grundsätzlich live vor Publikum im Pantheon in Bonn statt.
Von 2006 bis 2022 wurden die Beiträge der Kandidaten in voller Länge von WDR und 3sat ausgestrahlt. Bis einschließlich 2014 wurde im Anschluss an die Übertragung per Televoting vom Fernsehpublikum eine vierte Kategorie vergeben, der Prix Pantheon TV-Preis „Klotzen & Glotzen“. Überreicht wurden alle Preise seit 2006 auf der „Prix Pantheon Gala“, die vom Fernsehen übertragen wurde.

## Preisträger des Prix Pantheon
2022
- Jurypreis Frühreif & Verdorben: Stefanie Sargnagel[1]
- Publikumspreis Beklatscht & Ausgebuht: Alex Stoldt
- Sonderpreis Reif & Bekloppt: Urban Priol

2021
- Jurypreis Frühreif & Verdorben: Eva Karl-Faltermeier
- Publikumspreis Beklatscht & Ausgebuht: Stefan Danziger
- Sonderpreis Reif & Bekloppt: Oliver Kalkofe

2020
- Jurypreis Frühreif & Verdorben: Tim Whelan
- Publikumspreis Beklatscht & Ausgebuht: Jean-Philippe Kindler
- Sonderpreis Reif & Bekloppt: Hape Kerkeling

2019
- Jurypreis Frühreif & Verdorben: Lennart Schilgen
- Publikumspreis Beklatscht & Ausgebuht: Martin Frank
- Sonderpreis Reif & Bekloppt: Olli Dittrich[2]

2018
- Jurypreis Frühreif & Verdorben: Tahnee
- Publikumspreis Beklatscht & Ausgebuht: Herr Schröder
- Sonderpreis Reif & Bekloppt: Hugo Egon Balder[3]

2017
- Jurypreis Frühreif & Verdorben: Lisa Eckhart
- Publikumspreis Beklatscht & Ausgebuht: Starbugs Comedy
- Sonderpreis Reif & Bekloppt: Michael Mittermeier

2016
- Jurypreis Frühreif & Verdorben: Jan Philipp Zymny
- Publikumspreis Beklatscht & Ausgebuht: Das Lumpenpack
- Sonderpreis Reif & Bekloppt: Gerburg Jahnke

2015
- Jurypreis Frühreif & Verdorben: Sebastian Nitsch
- Publikumspreis Beklatscht & Ausgebuht: Suchtpotenzial
- Sonderpreis Reif & Bekloppt: Jürgen von der Lippe

2014
- Jurypreis Frühreif & Verdorben: Simon & Jan
- Publikumspreis Beklatscht & Ausgebuht: Özcan Coşar
- Online-Preis Geklickt & Gevotet: Benjamin Tomkins
- Sonderpreis Reif & Bekloppt: Maren Kroymann

2013

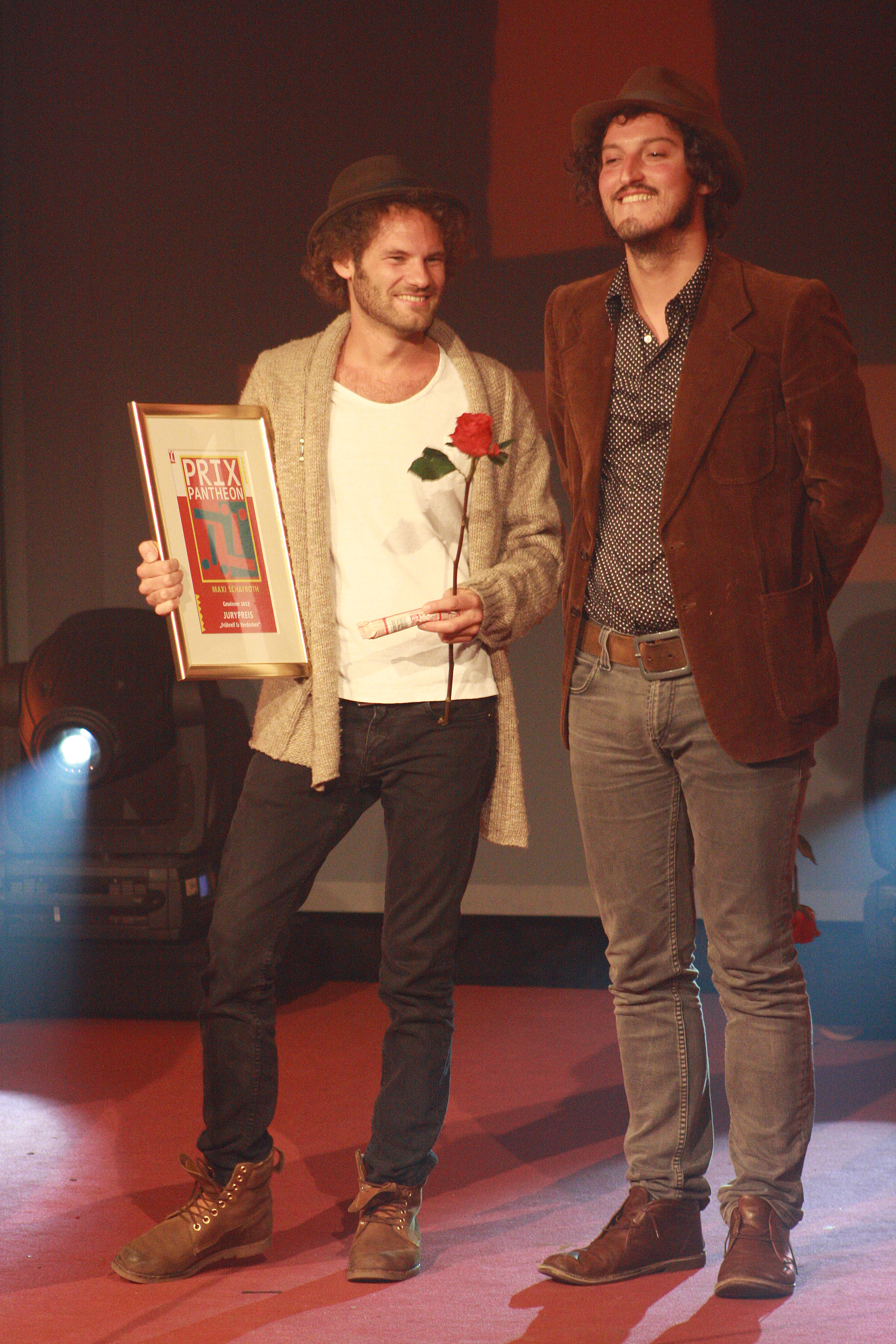
Maxi Schafroth und Markus Schalk, Preisträger 2013

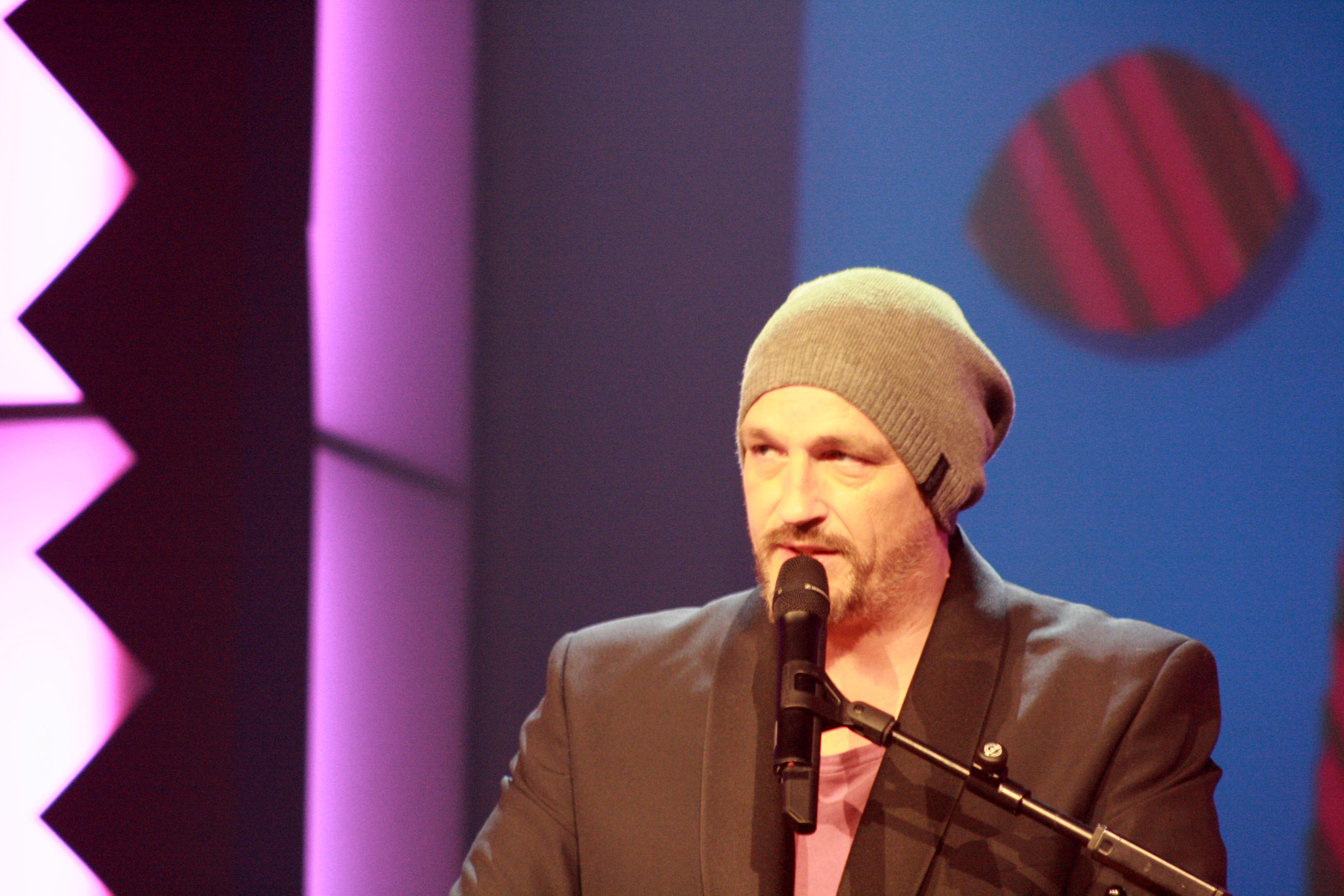
Torsten Sträter, Preisträger 2013

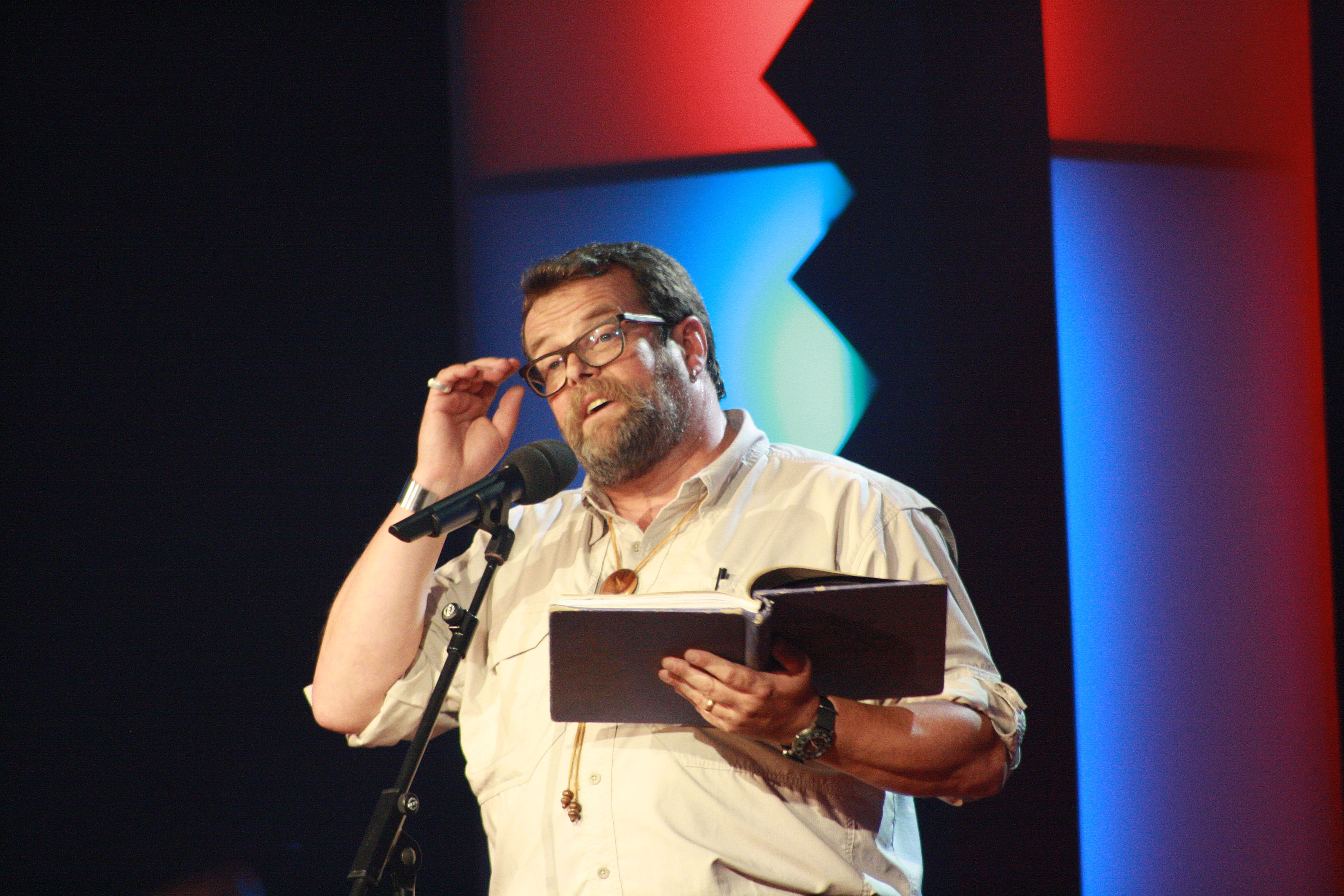
Jochen Malmsheimer, Preisträger 1997

- Jurypreis Frühreif & Verdorben: Maxi Schafroth
- Publikumspreis Beklatscht & Gevotet: Torsten Sträter
- Sonderpreis Reif & Bekloppt: Bastian Pastewka
- Sonderpreis Geben & Nehmen: Eckart von Hirschhausen

2012

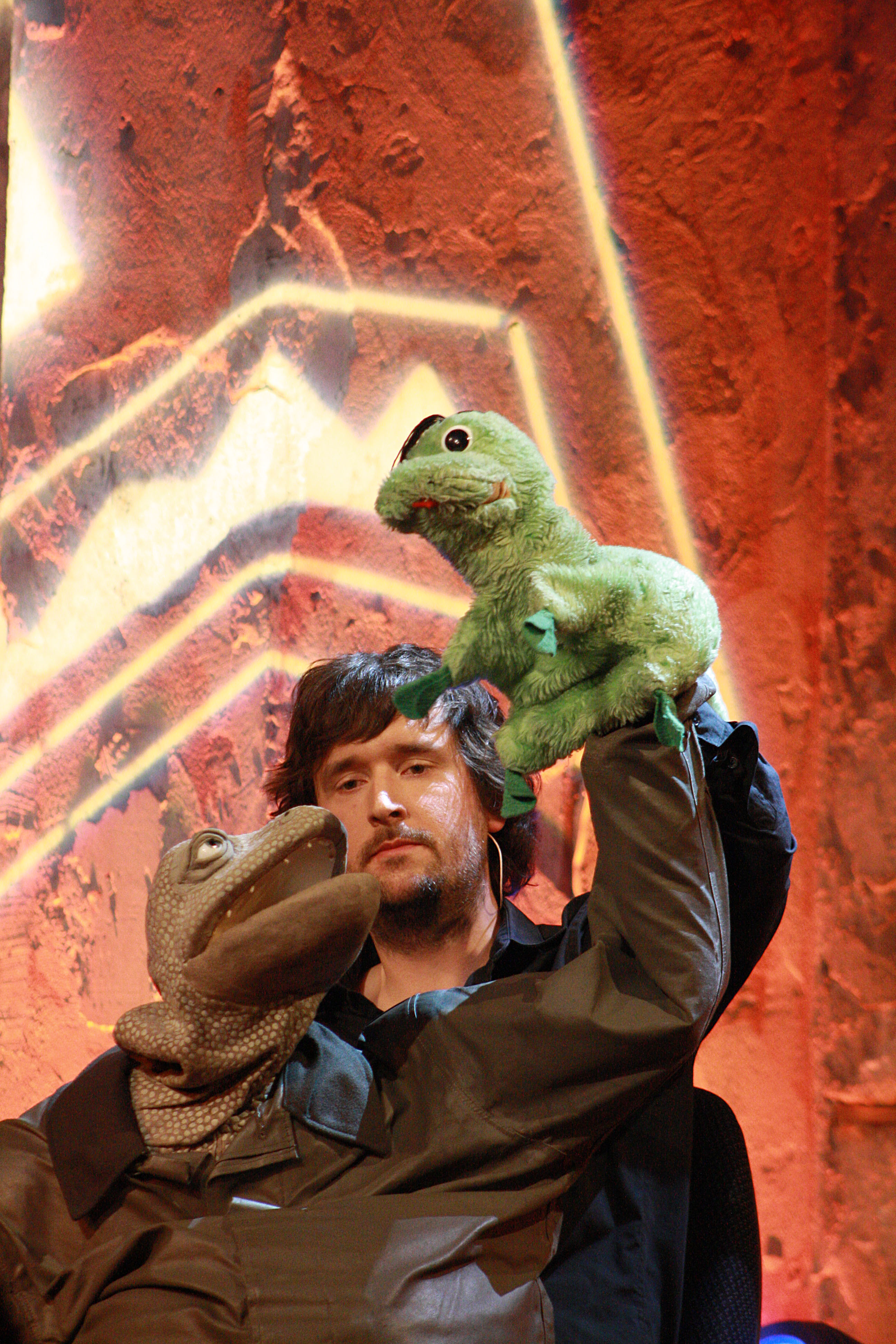
Michael Hatzius, Preisträger 2012

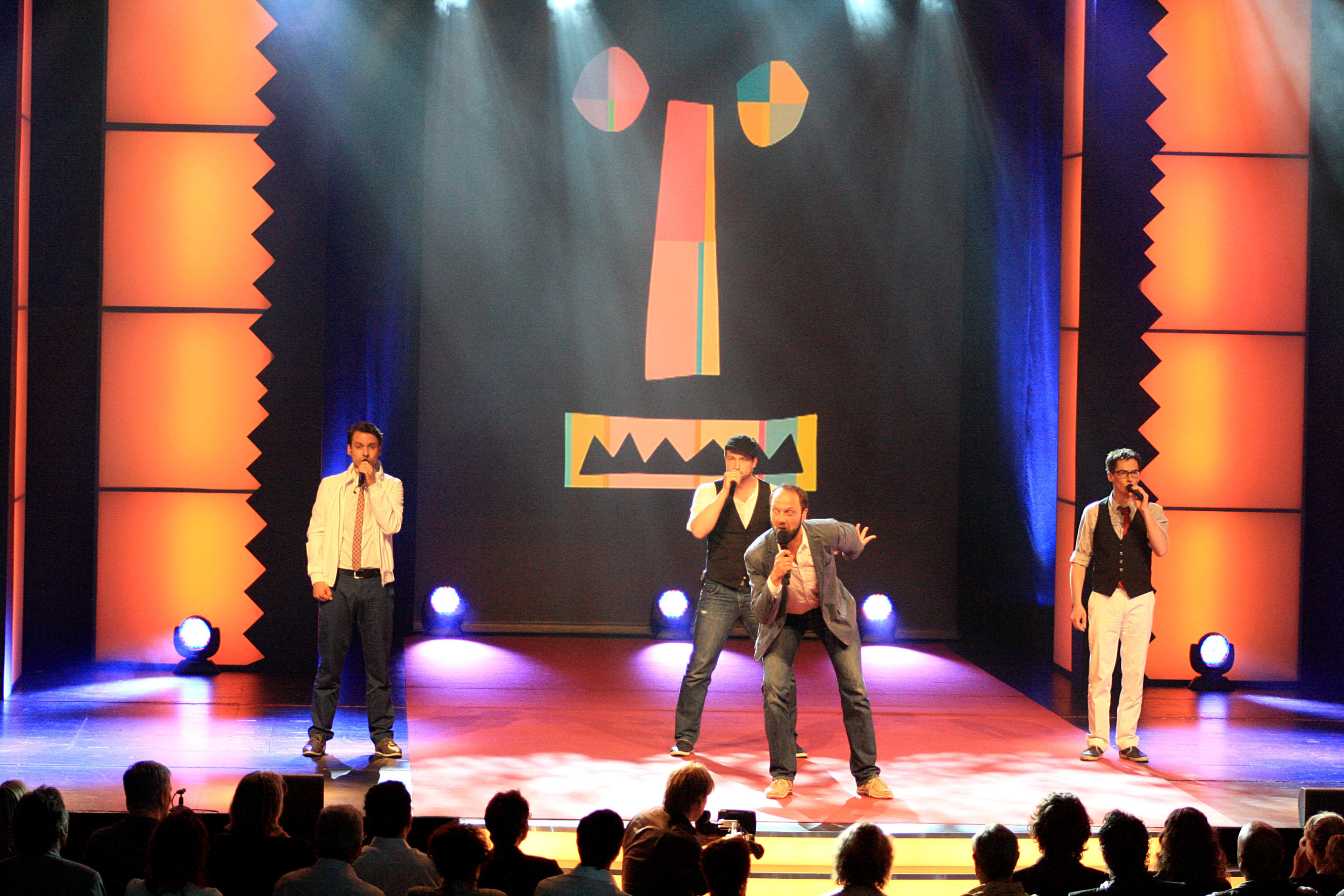
Maybebop, Preisträger 2012

- Jurypreis Frühreif & Verdorben: Christine Prayon und  Michael Hatzius
- Publikumspreis Beklatscht & Gevotet: Maybebop
- Sonderpreis Reif & Bekloppt: Konstantin Wecker
- Sonderpreis Geben & Nehmen: Roger Willemsen

2011
- Publikumspreis Beklatscht & Ausgebuht: Frank Fischer (Deutschland, * 1973)
- Jurypreis Frühreif & Verdorben: Günther Paal alias Gunkl & Philip Simon
- Sonderpreis Reif & Bekloppt: Harry Rowohlt
- TV-Preisträger Klotzen & Glotzen: Kristian Kokol

2010
- Publikumspreis Beklatscht & Ausgebuht: Sebastian Pufpaff
- Jurypreis Frühreif & Verdorben: Sebastian23
- Sonderpreis Reif & Bekloppt: Georg Schramm
- TV-Preisträger Klotzen & Glotzen: Nordkvark

2009
- Publikumspreis Beklatscht & Ausgebuht: Dave Davis
- Jurypreis Frühreif & Verdorben: Cloozy
- Sonderpreis Reif & Bekloppt: Didi Hallervorden
- TV-Preisträger Klotzen & Glotzen: Dave Davis

2008
- Publikumspreis Beklatscht & Ausgebuht: Tobias Mann
- Jurypreis Frühreif & Verdorben: René Marik
- Sonderpreis Reif & Bekloppt: Frank-Markus Barwasser
- TV-Preisträger Klotzen & Glotzen: Carolin Kebekus

2007
- Publikumspreis Beklatscht & Ausgebuht: Rebecca Carrington
- Jurypreis Frühreif & Verdorben: Zärtlichkeiten mit Freunden; Ohne Rolf
- Sonderpreis Reif & Bekloppt: Wilfried Schmickler
- TV-Preisträger Klotzen & Glotzen: Ohne Rolf

2006
- Publikumspreis Beklatscht & Ausgebuht: Christian Hirdes
- Jurypreis Frühreif & Verdorben: Fatih Çevikkollu; Global Kryner
- Sonderpreis Reif & Bekloppt: Jürgen Becker
- Fernseh- und Hörfunkpublikumspreis Klotzen & Glotzen: Kay Ray

2005
- Publikumspreis Beklatscht & Ausgebuht: Michael Ehnert
- Jurypreis Frühreif & Verdorben: Andreas Thiel
- Sonderpreis Reif & Bekloppt: Georg Ringsgwandl

2004
- Publikumspreis Beklatscht & Ausgebuht: Orchester Bürger Kreitmeier
- Jurypreis Frühreif & Verdorben: Hagen Rether; Serdar Somuncu (zu gleichen Teilen)
- Sonderpreis Reif & Bekloppt: Helge Schneider

2003
- Publikumspreis Beklatscht & Ausgebuht: Andreas Rebers
- Jurypreis Frühreif & Verdorben: Rainald Grebe
- Sonderpreis Reif & Bekloppt: Georg Kreisler

2002
- Publikumspreis Beklatscht & Ausgebuht: Achim Knorr
- Jurypreis Frühreif & Verdorben: Gregor Mönter; Christian Hölbling alias „Helfried“ (zu gleichen Teilen)
- Sonderpreis Reif & Bekloppt: Gerhard Polt

2001
- Publikumspreis Beklatscht & Ausgebuht: Horst Evers
- Jurypreis Frühreif & Verdorben: Hilde Kappes
- Sonderpreis Reif & Bekloppt: Dieter Hildebrandt

2000
- Publikumspreis Beklatscht & Ausgebuht: Matthias Brodowy
- Jurypreis Frühreif & Verdorben: Alf Poier
- Sonderpreis Reif & Bekloppt: Robert Gernhardt

1999
- Publikumspreis Beklatscht & Ausgebuht: Käthe Lachmann
- Jurypreis Frühreif & Verdorben: Jess Jochimsen
- Sonderpreis Reif & Bekloppt: Jörg Hube

1998
- Publikumspreis Beklatscht & Ausgebuht (wegen Stimmengleichheit): Ganz Schön Feist und Martina Brandl
- Jurypreis Frühreif & Verdorben: Martin Puntigam
- Sonderpreis Reif & Bekloppt: Harald Schmidt

1997
- Publikumspreis Beklatscht & Ausgebuht: Tresenlesen (Frank Goosen und Jochen Malmsheimer)
- Jurypreis Frühreif & Verdorben: Popette Betancor
- Sonderpreis Reif & Bekloppt: Biermösl Blosn

1996
- Publikumspreis Beklatscht & Ausgebuht: Michael Mittermeier
- Jurypreis Frühreif & Verdorben: Acapickels
- Sonderpreis Reif & Bekloppt: Erwin Grosche

1995
- Publikumspreis Beklatscht & Ausgebuht: Theatre du pain
- Jurypreis Frühreif & Verdorben: Bader-Ehnert-Kommando
- Sonderpreis Reif & Bekloppt: Ars Vitalis